# Forda orientalis
Forda orientalis är en insektsart. Forda orientalis ingår i släktet Forda och familjen långrörsbladlöss. Inga underarter finns listade i Catalogue of Life.